# Eduardo Estrada
Eduardo Estrada Celis (Sabana de Torres, 25 januari 1995) is een Colombiaans baan- en wegwielrenner die anno 2018 rijdt voor Bicicletas Strongman Colombia Coldeportes.

## Carrière
In 2016 werd Estrada achter Carlos Ramírez tweede op het nationale kampioenschap tijdrijden voor beloften.

## Belangrijkste overwinningen
2011
 Colombiaans kampioen op de weg, Nieuwelingen
2013
 Pan-Amerikaans kampioen op de weg, Junioren
 Pan-Amerikaans kampioen achtervolging, Junioren
 Pan-Amerikaans kampioen ploegenachtervolging, Junioren
 Pan-Amerikaans kampioen omnium, Junioren
2014
 Centraal-Amerikaanse en Caraïbische Spelen, Ploegenachtervolging (met Weimar Roldán, Jordan Parra en Juan Esteban Arango)

## Ploegen
- 2015 –  D'Amico Bottecchia
- 2016 –  EPM Tigo-Une Área Metropolitana
- 2017 –  Medellín-Inder
- 2018 –  Bicicletas Strongman Colombia Coldeportes

Arango · Cardona · Estrada · C. Montoya · J. I. Montoya · Ortega · Oyola · Paredes · Ramírez · Roldán · Sevilla · Vargas
Acosta · Ariza · Cala · Calderón · Cañaveral · Cano · Estrada · González · Hernández · Muñoz · Ocampo · Pedroza · Quiroz · Sandoval